# Штролта
Штролта (груз.: შტროლთა) — село в Ахметському муніципалітеті грузинського регіону Кахеті. Належить до територіального органу с. Омало. Розташоване в регіоні Тушеті на лівому березі Хісосцкалі, правої притоки річки Тушетіс Алазані. 1840 м над рівнем моря, відстань від міста Ахмета - 88 км. За даними перепису 2014 року, в селі вже ніхто не мешкає.